# Wild Light
Wild Light è il quinto album in studio del gruppo 65daysofstatic, pubblicato nel 2013.

## Tracce
1. Heat Death Infinity Splitter – 5:06
2. Prisms – 5:57
3. The Undertow – 6:31
4. Blackspots – 7:30
5. Sleepwalk City – 6:53
6. Taipei – 6:00
7. Unmake The Wild Light – 6:23
8. Safe Passage – 5:57